# Manchester, Iowa
Manchester este o municipalitate, un orăș și sediul comitatului Delaware din statul Iowa, Statele Unite ale Americii.